# Henry G. Blosser
Henry Gabriel Blosser (* 16. März 1928 in Harrisonburg, Virginia, Vereinigte Staaten; † 20. März 2013 in Lansing) war ein US-amerikanischer experimenteller Kernphysiker und Beschleunigerphysiker.
Blosser studierte an der University of Virginia Physik mit dem Bachelorabschluss 1951, dem Masterabschluss 1952 und der Promotion 1954. Als Post-Doktorand war er in der Zyklotron-Kernphysik-Gruppe des Oak Ridge National Laboratory, ab 1956 als Gruppenleiter (Cyclotron Analogue One). 1958 wurde er Associate Professor und 1961 Professor an der Michigan State University. Seit 1990 war er Distinguished University Professor. 1958 bis 1966 und 1969 bis 1980 war er dort Leiter des Zyklotron Labors und 1985 bis 1989 Ko-Direktor des National Superconducting Cyclotron Laboratory.
Er wurde durch Entwicklungen in der Beschleunigerphysik bekannt, worauf er fünf Patente erhielt. Unter anderem war er an der Entwicklung von Zyklotronen mit supraleitenden Magneten ("supraleitende Zyklotrone") beteiligt einschließlich kompakter supraleitender Zyklotrone für die Neutronentherapie.
Seit 1984 war er auch Adjunct Professor in der Abteilung Strahlungs-Onkologie der Wayne State University.
Seit 1968 war Blosser Fellow der American Physical Society (APS) und von 1973 bis 1974 Guggenheim Fellow. 1992 erhielt er den Tom-W.-Bonner-Preis für Kernphysik der APS.

## Schriften
- mit R. E. Worsham, C. D. Goodman, R. S. Livingston, J. E. Mann, H. M. Moseley, G. T. Trammel, Theodore Welton Four Sector Azimuthally Varying Field Cyclotron, Rev. Sci. Inst., Band 29, 1958, S. 81–89, Abstract
- Problems and Performance in the Cyclotron Central Region, IEEE Transactions on Nuclear Science, Band 13, 1966, Nr. 4, S. 1
- mit D.A. Johnson, R.J. Burleigh, R.C. Neiman, J. R. Purcell. Superconducting Cyclotrons, in International Conference on Cyclotrons and Their Applications, Birkhäuser 1975, S. 584
- mit J. DeCamp, J. Griffin, D. Johnson, F. Marti, B. Milton, J. Vincent, E. Jemison, R. Maughan, W. Powers, J. Purcell, W. Young  Compact Superconducting Cyclotrons for Neutron Therapy, IEEE Transaction on Nuclear Science NS-32, 1985, S. 3287